# Germigny-l’Évêque
Germigny-l’Évêque ist eine französische Gemeinde mit 1350 Einwohnern (Stand 1. Januar 2022) im Département Seine-et-Marne in der Region Île-de-France. Sie gehört zum Arrondissement Meaux und zum Kanton La Ferté-sous-Jouarre.

## Geografie
Germigny-l’Évêque hieß auch –insbesondere während der Französischen Revolution – Germigny-sur-Marne. Der Ort liegt an der Marne, anders als Germigny (Marne), das „nur“ im Département Marne liegt.

## Geschichte
In Germigny-sur-Marne wurde am 6. September 1363 Philipp der Kühne von seinem Vater, König Johann II., zum Herzog von Burgund ernannt. Germigny ist somit der Geburtsort des (jüngeren) Hauses Burgund.

## Sehenswürdigkeiten
- Kirche Saint-Barthélemy, erbaut in den 1660er Jahren
- Taubenturm aus dem 17. Jahrhundert

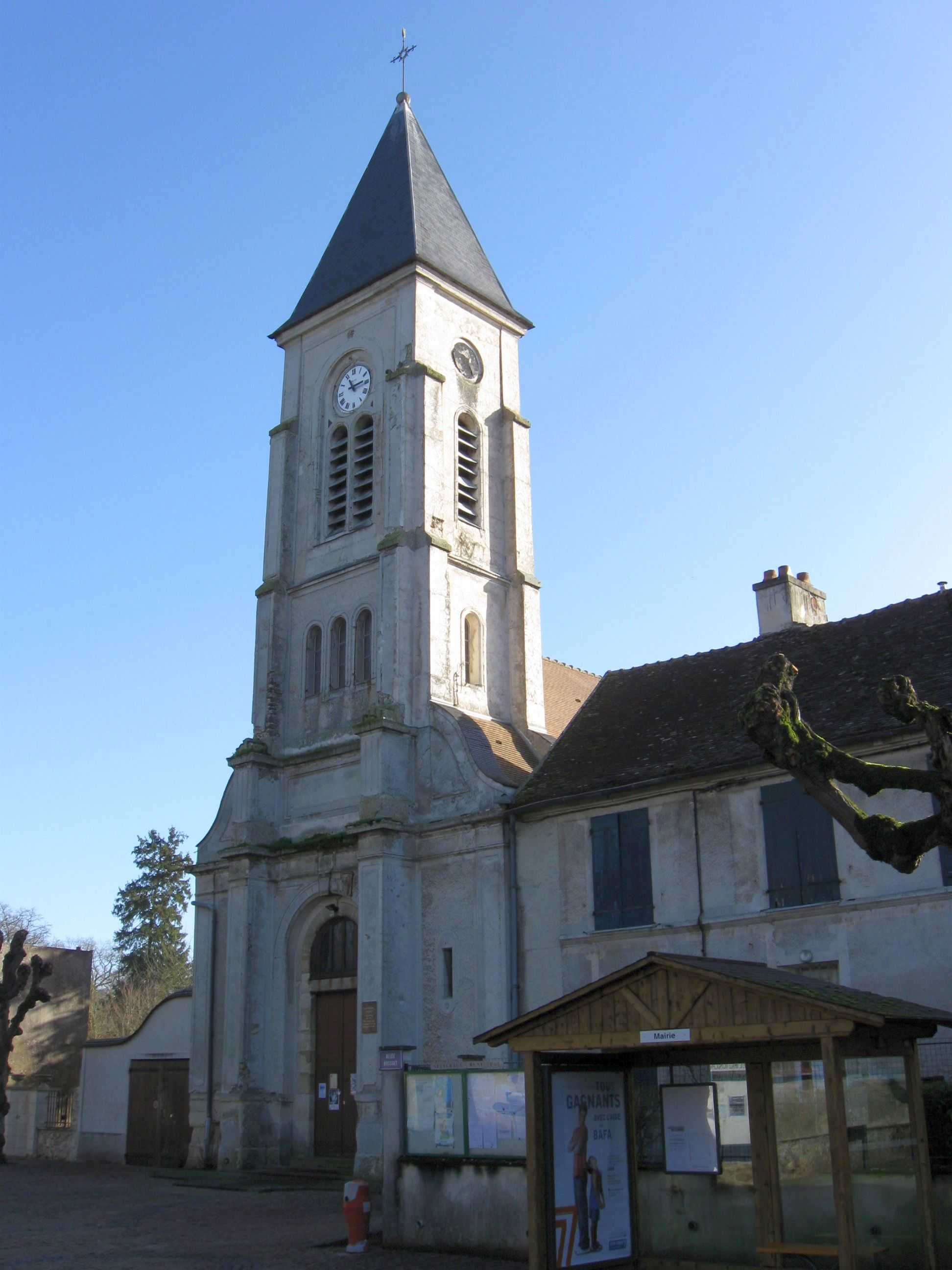
Kirche Saint-Barthélemy